# Mateo Maraš
Mateo Maraš (Split, 17. prosinca 2000.) - hrvatski rukometaš
Njegov otac Ivica Maraš također je bio rukometni reprezentativac te član hrvatske delegacije na Euru 2022.

## Klupska karijera
Mateo Maraš igrao je u rukometnoj školi Ivana Balića i Petra Metličića. U sezoni 2020./'21 2,03 m visoki desni bek posuđen je sjevernomakedonskom klubu RK Eurofarm Pelister s kojim je sudjelovao u EHF Europskoj ligi. Godine 2021. osvojio je Superkup Sjeverne Makedonije. Od 2022. godine igra za mađarskog prvoligaša MOL-Tatabányu KC.

## Reprezentacija
Maraš je s hrvatskom reprezentacijom osvojio 8. mjesto na Europskom prvenstvu 2022. postigavši dva pogotka u tri utakmice.
Do Europskog prvenstva 2024. odigrao je dvanaest međunarodnih utakmica u kojima je postigao 20 golova. Bio je član hrvatske reprezentacije koja je osvojila srebro na Svjetskom prvenstvu u Hrvatskoj, Danskoj i Norveškoj 2025.